# Aleksandr Kurynov
Aleksandr Pavlovič Kurynov (in russo Александр Павлович Курынов?; Gus'-Chrustal'nyj, 8 luglio 1934 – Kazan', 30 novembre 1973) è stato un sollevatore sovietico, campione olimpico, mondiale ed europeo, che ha gareggiato nella categoria dei pesi medi (fino a 75 kg.).

## Biografia
Kurynov iniziò ad allenarsi nel sollevamento pesi nel 1952 mentre studiava all'Università di Kazan. Nel 1958 e nel 1959 arrivò secondo ai campionati nazionali sovietici e fu inserito nella squadra nazionale. Tra il 1958 e il 1967 Kurynov vinse un solo titolo nazionale, nel 1960, ma seppe eccellere a livello internazionale nella prima metà degli anni '60, diventando l'atleta di punta della nazionale sovietica nei pesi medi in sostituzione del campione olimpico di Melbourne 1956 Fëdor Bogdanovskij, il quale veniva considerato ormai in fase calante nella sua carriera di sollevatore.
Nel 1960 partecipò ai Campionati europei di Milano, vincendo la medaglia d'oro con 420 kg. nel totale su tre prove, battendo l'ungherese Győző Veres ed il polacco Jan Bochenek.
Qualche mese dopo vinse la medaglia d'oro anche alle Olimpiadi di Roma 1960 con 437,5 kg. nel totale, riuscendo a sopravanzare il grande campione statunitense Tommy Kono (427,5 kg.) e Győző Veres (405 kg.)
Nel 1961 vinse la medaglia d'oro ai Campionati mondiali ed europei di Vienna con 435 kg. nel totale, davanti a  Győző Veres ed al francese Marcel Paterni.
L'anno successivo fu ancora protagonista ai Campionati mondiali ed europei di Budapest, vincendo la medaglia d'oro con 422,5 kg. nel totale, battendo l'ungherese Mihály Huszka e l'iraniano Mohammad Ami-Tehrani.
Nuovamente, vinse il Campionato mondiale ed europeo nel 1963 a Stoccolma, sollevando 437,5 kg. nel totale, battendo ancora Mihály Huszka ed il cecoslovacco Hans Zdražila, il quale l'anno dopo sarebbe diventato il nuovo campione olimpico dei pesi medi a Tokyo.
Nel 1964 Kurynov avrebbe potuto partecipare da favorito per le medaglie alle Olimpiadi di Tokyo 1964 ma venne espulso dalla squadra nazionale sovietica dal capo allenatore Arkadij Vorob'ëv, il quale non approvava i metodi di allenamento usati da Kurynov.
Più tardi, nel 1965, Kurynov trovò ancora spazio per partecipare ai Campionati mondiali di Teheran, riuscendo ad ottenere la medaglia di bronzo con 432,5 kg. nel totale, terminando alle spalle del connazionale Viktor Kurencov e del tedesco orientale Werner Dittrich.
Si ritirò poco dopo essere arrivato terzo ai campionati nazionali del 1967, e in seguito lavorò brevemente come allenatore di sollevamento pesi.
Laureatosi nel 1963 all'Istituto dell'Aviazione di Kazan, lavorò poi come ingegnere presso un istituto di ricerca per la tecnologia informatica.
Nel corso della sua carriera sportiva stabilì 13 record mondiali, di cui 2 nella distensione lenta, 4 nello strappo, 4 nello slancio e 3 nel totale di tre prove.
Aleksandr Kurynov morì improvvisamente all'età di 39 anni per insufficienza renale.
Dal 1974 è stato organizzato un torneo di sollevamento pesi in suo onore.